# Alexirhoé
Alexirhoé (latinsky Alexirhoe) je v řecké mytologii vodní nymfa, dcera Gráníka, říčního boha.
Vypráví se, že svými půvaby a dívčí krásou tak okouzlila trojského krále Priama, že se stala jeho milenkou. Později mu porodila Aisaka, jednoho z padesáti králových synů. Pravda však je, že jiné prameny uvádějí jako Aisakovu matku Arisbé, první manželku krále Priama.